# Conseslus Kipruto
Conseslus Kipruto (* 8. Dezember 1994 in Eldoret) ist ein kenianischer Leichtathlet, der sich auf den Hindernislauf spezialisiert hat. Er wurde 2016 in Rio de Janeiro Olympiasieger über 3000 Meter Hindernis und sicherte sich 2017 und 2019 den Weltmeistertitel über diese Distanz und zählt damit zu den bisher erfolgreichsten Hindernisläufern.

## Sportliche Laufbahn
Erste Erfahrungen bei internationalen Meisterschaften sammelte Conselus Kipruto bei den Jugendweltmeisterschaften 2011 in Lille, bei denen er die Goldmedaille über 2000 Meter Hindernis gewann. 2012 siegte er bei den Juniorenweltmeisterschaften in Barcelona mit neuem Meisterschaftsrekord von 8:06,10 min. Bei den Crosslauf-Weltmeisterschaften 2013 in Bydgoszcz belegte er im Juniorenrennen den fünften Platz uns sicherte sich mit dem Team den Silberrang. Im selben Jahr gewann er die Hindernisrennen beim Shanghai Golden Grand Prix, beim Prefontaine Classic in Eugene und bei den Bislett Games in Oslo. Anschließend gewann er bei den Weltmeisterschaften in Moskau mit 8:06,37 min die Silbermedaille hinter seinem Landsmann Ezekiel Kemboi, wie auch zwei Jahre später bei den Weltmeisterschaften 2015 in Peking, bei denen er im Finale 8:12,38 min lief.
In der Saison 2016 dominierte Kipruto die Weltspitze im Hindernislauf klar. So siegte er unter anderem beim Qatar Athletic Super Grand Prix in Doha, bei der Golden Gala in Rom, beim British Athletics Birmingham Grand Prix und beim Herculis in Monaco. Den bis dahin größten Erfolg seiner Karriere feierte er mit dem Gewinn der Goldmedaille bei den Olympischen Spielen in Rio de Janeiro, wo er seiner Favoritenrolle gerecht wurde und in olympischer Rekordzeit von 8:03,28 min im Finale den US-Amerikaner Evan Jager (8:04,28 min) und den Franzosen Mahiedine Mekhissi (8:11,52 min) hinter sich ließ. Bei den Weltmeisterschaften 2017 in London gewann er vor Soufiane el-Bakkali und Evan Jager in 8:14,12 min die Goldmedaille.
2018 nahm er zum ersten Mal an den Commonwealth Games im australischen Gold Coast teil, bei denen er in neuem Meisterschaftsrekord von 8:10,08 min die Goldmedaille vor seinen Landsleuten Abraham Kibiwot und Amos Kirui gewann. Im selben Jahr wurde er bei den Titelkämpfen in Asaba Afrikameister im Hindernislauf. 2019 gewann Kipruto bei den Crosslauf-Weltmeisterschaften in Aarhus gemeinsam mit Elijah Manangoi, Jarinter Mwasya und Winfred Nzisa Mbithe die Bronzemedaille in der Mixed-Staffel. Im weiteren Verlauf der Saison kämpfte er mit einer Fußverletzung und konnte vor den Weltmeisterschaften in Doha lediglich eine Jahresbestleistung von 8:13,75 min vorweisen. Dort gelang ihm aber eine Steigerung von über 12 Sekunden, und er gewann das Finale in 8:01,35 min mit nur einer Hundertstelsekunde Vorsprung vor dem Äthiopier Lamecha Girma. Zuvor nahm er erstmals an den Afrikaspielen in Rabat teil, konnte dort seinen Lauf aber nicht beenden. Im Oktober erreichte er bei den Weltmeisterschaften in Doha das Finale und verteidigte dort in 8:01,35 min seinen Titel.
Nachdem er 2020 und 2021 verletzungsbedingt kaum Wettkämpfe bestritten hatte, gewann er 2022 bei den Weltmeisterschaften in Eugene in 8:27,92 min im Finale die Bronzemedaille hinter dem Marokkaner Soufiane el-Bakkali und Lamecha Girma aus Äthiopien. Anschließend belegte er bei den Commonwealth Games in Birmingham in 8:34,96 min den sechsten Platz.
2018 wurde Kipruto kenianischer Meister im Hindernislauf. 2013, sowie 2016 und 2017 gewann er das IAAF Diamond Race.

## Persönliche Bestleistungen
- 3000 m: 7:44,09 min, 9. September 2012 in Rieti
- 3000 m Hindernis: 8:00,12 min, 5. Juni 2016 in Birmingham